# Górki (Pękosławice)
Górki – część wsi Pękosławice w Polsce, położona w województwie świętokrzyskim, w powiecie ostrowieckim, w gminie Waśniów.
W latach 1975—1998 Górki administracyjnie należały do województwa kieleckiego.